# Euclide (arconte)
Euclide (in greco antico: Εὐκλείδης?, Eukléidēs; V secolo a.C.) fu un arconte ateniese che visse verso la fine del V secolo a.C. Durante il suo arcontato (403-402 a.C.) egli contribuì alla restaurazione della democrazia.
Si ritiene anche che egli abbia partecipato alla costituzione di un nuovo ordine politico con proposte mirate ad affrontare la minaccia che proveniva dalla minoranza, potenzialmente distruttiva, che aveva supportato l'oligarchia negli anni precedenti.

## Attività
Durante il suo arcontato, grazie ad un decreto promosso dallo stesso Euclide, Atene cambiò il suo alfabeto adottando quello ionico, che era divenuto l'alfabeto standard tra i Greci. Gli ateniesi accettarono così una riforma ortografica che includeva le lettere eta e omega. Esistono comunque iscrizioni provenienti da Atene scritte in alfabeto ionico precedenti alla sua adozione ufficiale come esistono altre iscrizioni che continuano l'uso dell'antico alfabeto attico anche dopo la sua abolizione. Euclide partecipò all'adozione di un alfabeto che fosse accettabile per gli ateniesi.
Archino, politico alleato di Euclide, fu particolarmente coinvolto nella turbolenta politica di Atene. Si ritiene che il decreto per l'adozione dell'alfabeto ionico fosse basato più su considerazioni politiche che su motivi di sviluppo artistico o linguistico. Ad ogni modo, durante gli anni dell'arcontato di Euclide, gli ateniesi provarono entusiasticamente a mettere fine al conflitto civile e darsi una nuova costituzione.

## Successo ed eredità culturale
Il merito del successo della riconciliazione popolare durante il suo arcontato viene attribuito ad Euclide dal suo più illustre collega, il politico Archino. Si ritiene che fu proprio Archino a proporre l'adozione dell'alfabeto ionico, proposta che divenne decreto proprio grazie ad Euclide durante il suo mandato di arconte. Durante il suo arcontato Atene si risollevò dall'orrore; la città aveva rischiato la distruzione da parte Sparta e della Lega Peloponnesiaca.
Prima dell'arcontato di Euclide Atene, appena uscita da una lunga guerra civile, versava in condizioni critiche e non aveva risorse economiche per finanziare le proprie istituzioni democratiche. Ciononostante, dopo l'amnistia tra le parti avversarie, la pace fu restaurata e, sotto la guida di Euclide, fu iniziato il processo di ricostruzione. Per questo il clamore della riforma dell'alfabeto può essere fatto risalire alla fine delle ostilità fra democratici e oligarchici.
Dopo la deposizione dei Trenta tiranni, il nuovo ordinamento democratico, dichiarato nel 403-402 a.C. sotto Euclide, inaugurava una nuova era di armonia. L'amnistia, a cui ci si riferisce come "atto dell'oblio", fu dichiarata per curare le ferite causate dai precedenti anni di guerra civile. Essa vietava la persecuzione di quelli che erano considerati nemici politici per aver sostenuto i Trenta tiranni. Euclide sostenne la tolleranza politica e di lui si diceva fosse incorruttibile e incapace delle atrocità che erano state compiute durante il regno dei trenta tiranni.